# Marie Lábková
Marie Lábková 6. prosince 1892 Plzeň – 11. dubna 1965 Plzeň) byla česká etnografka, nakladatelka a spisovatelka.

## Životopis
Rodiče Marie byli František Lábek, kupec v Plzni (1853/1854) a Kateřina Lábková-Ulčová (1858/1859), svatbu měli 5. 2. 1878. Její sourozenci byli: Ladislav Lábek (1882–1970) kulturní historik, topograf a etnograf Plzeňska, Božena Lábková (1891–1960), Karel Labek (1895–1896) a Anna Rosenbaumová-Lábková (16. 1. 1897).
Marie Lábková se ze sourozenců učila nejlépe. Po ukončení školy pomáhala otci v krámě. Jako její bratr Ladislav se věnovala národopisu a řadu let s ním v tomto oboru spolupracovala. Z oblasti Plzeňska sesbírala a publikovala velké množství materiálů, včetně záznamů z etnografických průzkumů. Později, se sestrou Boženou, pomáhaly bratrovi vést jeho obchod (papírnictví). Roku 1931 získala knihkupeckou a nakladatelskou koncesi (až do roku 1949). V Plzni bydlela na Mansfeldově ulici.

## Dílo

### Spisy[3]
- Drobné výšivky z konce 18. a počátku 19. století z plzeňských domácností – Plzeň: Kroužek přátel starožitností, 1914
- Plzeňský kroj – [foto Josef Böttinger, Ladislav Lábek, Josef Hanuš; kresby B. Krs ]. Plzeň: Společnost pro národopis a ochranu památek (dále jen Společnost),1918; 1919
- Plasský kroj – Plzeň, Společnost; Karel Beníško, 1920
- Laboratoř lékárny Ph. Mg. K. Puszkailera na Vsetíně: literatura k přípravkům – Valašské Meziříčí: vlastním nákladem, 1924
- Chotěšov. Část prvá – Václav Hataj; s popisem chotěšovského kroje od Marie Lábkové. Plzeň: Ladislav Lábek, 1927
- Blovice a zámek Hradiště. Díl II. – František Raušar; [Marie Lábková], Plzeň: Grafické závody, 1927
- O původu lidového kroje ženského v západních Čechách – [obrázky kreslila Kamila Kepková]. Plzeň: Národopisné museum Plzeňska, 1927
- Hrad a osada Litice – Ladislav Lábek; [Marie Lábková]. Plzeň: Grafické závody, 1928
- Pověsti ze staré i nové Plzně mládeži na základě různých pramenů vypravuje Frank Wenig – obrazy doprovází Karel Votlučka; uspořádala Marie Lábková; [vázal knihař K. Šilinger]. Plzeň: vydala Marie Lábková, 1928
- Kongres národních krojů v Lublani 1932 – Plzeň: 1932
- Zájezd krojového odboru Národopisné společnosti v Plzni na „Svátek národů“ v Nice roku 1932 – Ladislav Lábek, Marie Lábková. Plzeň: Společnost, 1932
- Stručný přehled vlastivědné literatury Plzeňska – Plzeň: Vlastivědné knihkupectví a nakladatelství Marie Lábková, 1939

### Divadelní hra
- Selská svatba z okolí plzeňského ve čtyřech obrazech – písně zapsal Jaroslav Bradáč. Plzeň: Národopisné museum Plzeňska, 1926